# Гадлі Каньчузькі
Гадлі Каньчузькі (пол. Hadle Kańczuckie) — село в Польщі, у гміні Яворник-Польський Переворського повіту Підкарпатського воєводства.
Населення — 255 осіб (2011).

## Місцевість
Село розташоване над річкою Млєчною. Терен гористий, навколо ліси, земля  — червона глина, що дає мало врожаю.

## Історія
У 1377 р. руський воєвода Ладомир Волошин, «што же єсть нам вѣрно послужилъ и єщи служити будеть», отримав від ладислава Опольчика, тодішнього генерального старости руських земель, привілей на пустир Годле поле над р. Тернавкою поблизу Бохуря, у якому мав «садити село у волоськоє право», де його обов'язком було «князю служити трими стрѣлци», а по заселенні «ис каждого кметя по два гроша широка у княжю комору давати на каждый рокъ». Потрібно зазначити, що це було перше село в тодішній Польщі, засноване на цьому праві.
У XV столітті Гадлі поділилися. В результаті з’явилося два нові села — Гадлі Шклярські і Гадлі Каньчузькі, які на початку XIX століття в результаті родових суперечок купила графиня Гумніцка (Humnicka) з Гумніц (Humniska).
В 1866 році в Гадлях і селах навколо панує епідемія холери, помирає кожен десятий.
Відповідно до «Географічного словника Королівства Польського» в 1882 р. Гадлі Каньчузькі знаходились у Ланцутському повіті Королівства Галичини і Володимирії, проживали 436 римо-католиків, немає даних щодо греко-католиків і євреїв. На той час унаслідок півтисячоліття латинізації та полонізації українці лівобережного Надсяння опинилися в меншості.
У 1904 р. прокладена вузькоколійна залізниця Динів — Переворськ зі станцією Гадлі Каньчузькі.
У 1919-1939 рр. село входило до Переворського повіту Львівського воєводства.
У 1975-1998 роках село належало до Перемишльського воєводства.

## Релігія
Українці відвідували церкву Преображення Господнього в сусідньому селі Гадлі Шклярські. Церква була збудована в 1792 р., а відновлена 1911 р., була дочірньою церквою парафії в Тарнавці Лежайського деканату Перемишльської єпархії. Кількість греко-католиків у Гадлях Каньчузьких подавалась у шематизмах окремо з 1905 р. по 1913 р., коли налічувалося 58 греко-католиків. Надалі число парафіян подавалось сумарно для двох сіл аж до виселення українців.

## Демографія
Демографічна структура станом на 31 березня 2011 року:
|          | Загалом | Допрацездатний вік | Працездатний вік | Постпрацездатний вік |
| -------- | ------- | ------------------ | ---------------- | -------------------- |
| Чоловіки | 124     | 24                 | 81               | 19                   |
| Жінки    | 131     | 26                 | 63               | 42                   |
| Разом    | 255     | 50                 | 144              | 61                   |

## Зовнішні посилання
- Hadle (1) // Słownik geograficzny Królestwa Polskiego. — Warszawa : Druk «Wieku», 1882. — Т. III. — S. 6. (пол.)

| Підкарпатське воєводство | Це незавершена стаття про Підкарпатське воєводство. Ви можете допомогти проєкту, виправивши або дописавши її. |